# Karl Seemann (Heimatforscher)

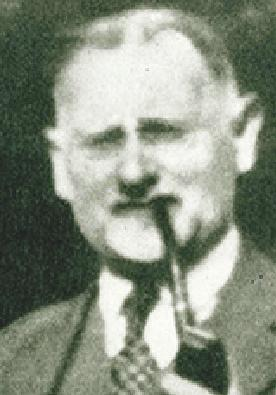
Karl Seemann (1863–1934)

Karl Friedrich Johann Seemann (* 17. Mai 1863 in Groß Roge; † 1. Dezember 1934 in Berlin) war ein deutscher Schullehrer und Heimatforscher.

## Leben
Karl Seemann war der Sohn des Zimmermannsgesellen und Landwirts Wilhelm Johann Joachim Seemann und dessen Frau Louise Sophia Maria, geb. Rist. Er war bis 1927 als Lehrer und Konrektor in Berlin tätig. Neben seiner beruflichen Tätigkeit widmete er sich intensiv der Pflege der niederdeutschen Literatur und Sprache und des niederdeutschen und insbesondere des mecklenburgischen Brauchtums. 1895 wurde er Vorstandsmitglied im Allgemeinen Plattdeutschen Verband (e. V.), dem Dachverband der örtlichen plattdeutschen Vereine und Verbände des gesamten niederdeutschen Sprachgebietes, der zu dieser Zeit etwa 40 Vereine umfasste. Von 1899 bis 1924 war er Vorsitzender des Verbandes. In dieser Funktion machte er sich verdient um das Vereinswesen in Mecklenburg, was die unter seiner Leitung entstandenen ca. 100 regionalen plattdeutschen Vereine bestätigen. Daneben war er Vorsitzender des Vereins der Mecklenburg-Schweriner zu Berlin. Es gab kaum Dichter oder Schriftsteller, mit denen Seemann nicht in Gedankenaustausch stand, so etwa Hinrich Fehrs, Johann Meyer, Fritz Stavenhagen, Hermann Boßdorf, Felix Stillfried und Helmuth Schröder.
Im Rahmen der niederdeutschen Heimatwoche wurde er 1930 in Rostock für sein Wirken mit dem John-Brinckman-Preis geehrt. Einer der letzten Sätze seiner Rede bei dieser Verleihungsfeier war:

“Wi dörben uns dei Mudderspraak nich ut'e Seel rieten laten, denn dormit gahn ok dei Wörtel von uns' plattdütsch Wesen tau Grunn'n!”

„Wir dürfen uns die Muttersprache nicht aus der Seele reißen lassen, denn damit gehen auch die Wurzeln unseres plattdeutschen Wesens zu Grunde!“